# HLM (Dakar)
Pour les articles homonymes, voir HLM.
HLM est l'une des 19 communes d'arrondissement de Dakar (Sénégal). Elle fait partie de l'arrondissement de Grand Dakar.

## Géographie
La commune est bordée à l'ouest par l'autoroute A1 qui la sépare de la commune de Hann Bel-Air.
Elle est située dans le centre-sud de la capitale.
|                                                        | Commune de Grand Yoff      |                           |
| l’Avenue Cheikh Ahmadou Bamba (Commune de Biscuiterie) | HLM                        | Commune de Hann / Bel Air |
|                                                        | Commune de Fass / Colobane |                           |

## Histoire
La commune a été créée en 1996. Sa dissolution a été envisagée lors du Conseil des Ministres du 2 mai 2008, mais n'a pas été concrétisée depuis.

## Administration
HLM fait partie de l'arrondissement de Grand Dakar, dans le département de Dakar. Elle est constituée des quartiers : HLM 1, HLM 2, HLM 3, HLM 4, HLM 5, HLM 6, Cité Port, Cité Douane, HLM Nimzatt, HLM Montagne, SONEPI, SODIDA.
| Période     | Identité                 | Parti              | Coalition              |  |
| ----------- | ------------------------ | ------------------ | ---------------------- |  |
| 1996 - 2002 | Aida DIONGUE             | PS                 | PS                     |  |
| 2001 - 2002 | Assane Abdou Karim DIOP  | Délégation Spécial | Président              |  |
| 2002 - 2004 | Abdou Fall               | PDS                | PDS                    |  |
| 2004 - 2009 | Abdoulaye DIENG          | PDS                | PDS                    |  |
| 2004 - 2009 | Baye Oumy GUEYE          | Délégation Spécial | Président              |  |
| 2009 - 2014 | Ali Diouf                |                    | Bennoo Siggil Senegaal |  |
| 2014 - 2022 | Pape Babacar Sadikh Seck | AFP                | Taxawu Dakar           |  |
| 2022        | Moustapha Diop           | PASTEF             | Yewwi Askan Wi         |  |

## Population
Lors du recensement de 2002, la commune comptait 41 523 personnes pour 3 797 concessions et 5 102 ménages.
Fin 2007, selon les estimations officielles, la population s'élèverait à 46 722 habitants.

## Économie

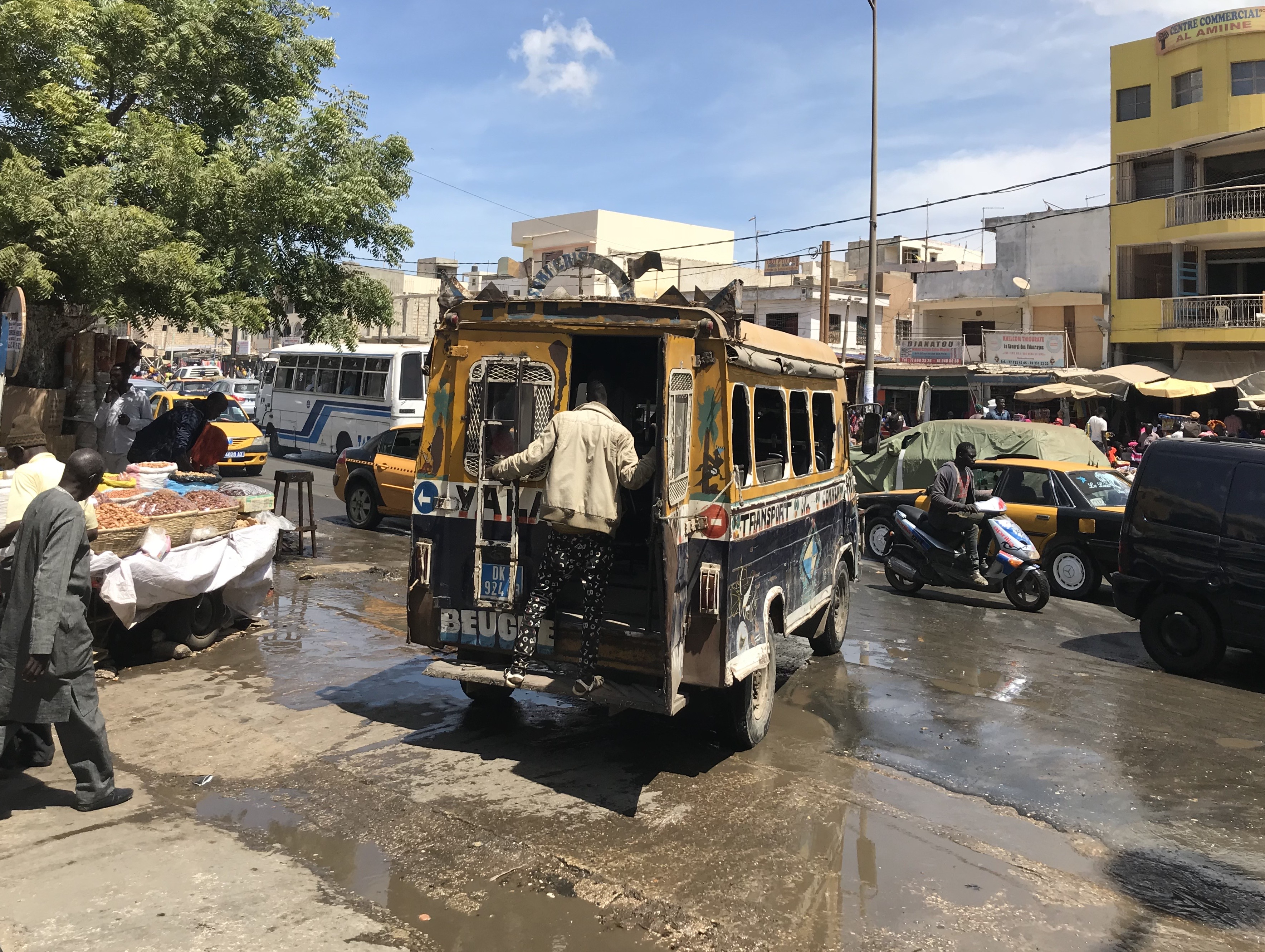
Car rapide à HLM.

HLM est connu pour son grand marché situé au centre de la commune, il se tient tous les jours.